# Grotesk (typografi)
 For alternative betydninger, se Grotesk. (Se også artikler, som begynder med Grotesk)
Grotesk (eng.: sans serif) er en skrifttype uden seriffer. De nok mest kendte groteske skrifttyper er Helvetica og Arial.
Groteske skrifttyper bruges ofte til brugergrænseflader i computere, da de her, særligt på skærme med en opløsning under 320 ppi, fremtræder mere klart end antikva-skrifttyper.